# 天主教卫辉教区
卫辉教区（Dioecesis Ueihoeivensis）是罗马天主教在中国河南省设立的一个教区。

## 历史
天主教传入河南省北部始于明末，从山西省壶关县传入河南省林县田家井村。
1882年8月28日，河南代牧区分为河南南境代牧区和河南北境代牧区，河南北境代牧区首任主教司德望，主教座堂设在辉县范家岭村。l900年义和团运动期间主教座堂被义和团烧毁。此后主教座堂先后迁至林县田家井村、林县小庄村和卫辉府城。1929年8月2日，河南北境代牧区更名为卫辉府代牧区。1946年4月11日，卫辉府代牧区升为卫辉教区。

## 主教
- 司德望（Bishop Stefano Scarella），1882-1902
- 梅占魁（Bishop Giovanni Menicatti, P.I.M.E.）1903 - 1920
- 林栋臣（Bishop Martino Chiolino, P.I.M.E.）意大利米兰外方传教会，1921 – 1929
- 祁济众（Bishop Mario Civelli, P.I.M.E.）意大利米兰外方传教会，1946-1966
- 張懷信：1981年10月19日-2016年5月8日
- 張銀林，2016年5月8日—

## 信徒
1950年，信徒45,000人 